# Lois Wilson
Lois Wilson (28 de juny de 1894 - 3 de març de 1988) va ser una actriu estatunidenca coneguda fonamentalment pel seu treball en el cinema mut.

## Biografia
Nascuda a Pittsburgh, Pennsilvània, la família de Wilson es va traslladar a Alabama sent ella molt jove. Es va fer mestra, i després va acudir a Califòrnia, on va guanyar un concurs de bellesa organitzat per Universal Studios el 1915. Després d'arribar a Hollywood, Lois va fer un petit paper s The Dumb Girl of Portici, protagonitzada per la ballarina Anna Pàvlova.
Després d'actuar en diverses pel·lícules de diferents estudis, Wilson es va assentar s Paramount Pictures el 1919, empresa per a la qual va treballar fins a 1927. Va ser una de les WAMPAS Baby Stars de 1922, i va actuar en 150 pel·lícules. Els papers més importants de Lois són els de Molly Wingate s The Covered Wagon (1923) i el de Daisy Buchanan en la versió muda d'El Gran Gatsby (1926). Va treballar al costat d'estrelles masculines de l'època com Rodolfo Valentino i John Gilbert.

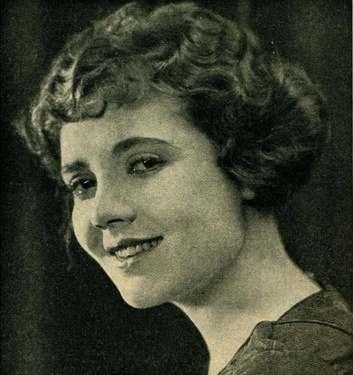
Wilson, Picture-Play Magazine, 1923

Wilson va demostrar tenir un gran talent, sent capaç d'interpretar primers papers romàntics així com papers secundaris. A pesar que la seva transició al sonor va ser reeixida, Wilson no estava satisfeta amb els papers que rebia en els anys trenta, per la qual cosa es va retirar el 1941, ja que només havia rodat cinc títols després de 1939. Lois es va aventurar a Broadway i a la televisió després del seu últim paper a The Girl From Jones Beach (1947), al costat de Ronald Reagan. Wilson va actuar a les sèries televisives The Guiding Light el (1952) i The Edge of Night.

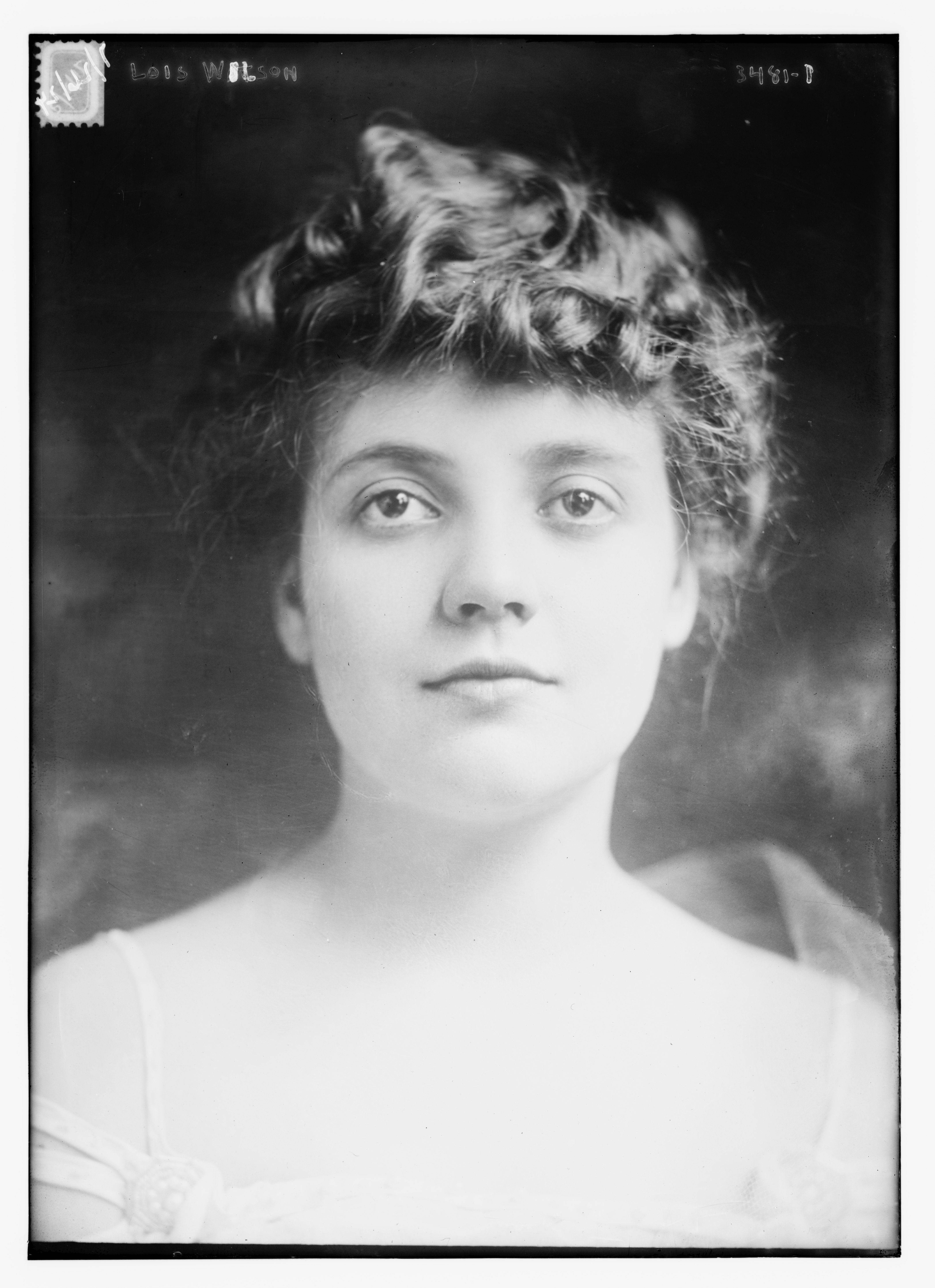
Wilson, 1924

Lois Wilson no va estar mai casada, i va ser escollida per Paramount Pictures per a representar a la indústria cinematogràfica en la British Empire Exposition de 1924. Va ser descrita com a "típic exemple de noia americana, tant en caràcter com en cultura i bellesa".
Lois Wilson va morir per una pneumònia en el Riverside Hospital for Skilled Care en Ren (Nevada) el 3 de març de 1988. Tenia 93 anys. Va ser enterrada en el Forest Lawn Memorial Park de Glendale, Califòrnia. El seu funeral va ser dut a terme en el Good Shepherd de Beverly Hills, Califòrnia.
Lois Wilson té una estrella en el Passeig de la Fama de Hollywood.

## Filmografia
Cinema mut
- The Hypocrite (1915) Extant
- The New Adventures of Terence O'Rourke (1915)
- The Palace of Dust (1915) (*curt)
- When a Queen Loved O'Rourke (1915) (*curt)
- The Road to Paradise (1915) (*curt)
- Langdon's Legacy (1916)
- Married on the Wing (1916)
- The Pool of Flame (1916)
- The Dumb Girl of Portici (1916); Extant
- The Gay Lord Waring (1916)
- Hulda the Silent (1916)
- A Son of the Immortals (1916)
- The Decoy (1916/I) (*Mutual film)
- The Silent Battle (1916)
- He Wrote a Book (1916) (*curt)
- The Beckoning Trail (1916)
- Arthur's Desperate Resolve (1916) (*curt)
- The White Man's Law (1916)
- A Soul at Stake (1916) (*curt)
- The Decoy (1916) (*Universal film)
- Her Chance (1916) (*curt)
- The Morals of Hilda (1916)
- Green Eyes (1916) (*curt)
- Alone in the World (1917) perduda(*curt: escrit, dirigit)
- The Whispered Name (1917) (*curt)
- Black Evidence (1917) (*curt)
- Won by Grit (1917) (*curt)
- Flames of Treachery (1917) (*curt)
- Treason (1917)
- Parentage (1917)
- Alimony (1917)
- A Man's Man (1918)
- His Robe of Honor (1918)
- The Turn of a Card (1918)
- One Dollar Bid (1918)
- Maid o' the Storm (1918)
- A Burglar for a Night (1918)
- The Bells (1918)
- Prisoners of the Pines (1918)
- Three X Gordon (1918)
- The Drifters (1919) perduda
- Come Again Smith (1919) perduda
- The End of the Game (1919) Survives
- Gates of Brass (1919) perduda
- The Best Man (1919) perduda
- A Man's Fight (1919) perduda
- Love Insurance (1919) perduda
- Why Smith Left Home (1919); Incompleta; Library of Congress
- The Price Woman Pays (1919) perduda
- It Pays to Advertise (1919) perduda
- Too Much Johnson (1919) perduda
- Who's Your Servant?(1920) perduda
- Thou Art the Man (1920) perduda
- The City of Masks (1920) perduda
- What's Your Hurry? (1920); Extant; Gosfilmofond
- A Full House (1920) perduda
- Burglar Proof (1920) perduda
- Midsummer Madness (1920); Extant;Library of Congress
- What Every Woman Knows (1921); perduda
- The City of Silent Men(1921) perduda
- The Lost Romance (1921); Incompleta; Library of Congress
- The Hell Diggers (1921) perduda
- Miss Lulu Bett (1921); Extant; Library of Congress
- The World's Champion (1922); Incompleta; Library of Congress
- Is Matrimony a Failure? (1922) perduda
- Our Leading Citizen (1922) perduda
- Manslaughter (1922); Extant;Library of Congress, George Eastman House, other...
- Broad Daylight (1922) perduda
- Without Compromise (1922) perduda
- The Covered Wagon (1923); Extant; Paramount Pictures
- Bella Donna (1923); Extant;Gosfilmofond
- Only 38 (1923) perduda
- A Man's Man (1923) perduda
- Hollywood (1923) perduda
- To the Last Man (1923)Extant; Gosfilmofond
- Ruggles of Red Gap (1923) perduda
- The Call of the Canyon (1923); Extant; Gosfilmofond 2010
- Pied Piper Malone (1924); 'Extant; Gosfilmofond
- Icebound (1924); perduda
- Another Scandal (1924) perduda
- The Man Who Fights Alone (1924)
- Monsieur Beaucaire (1924); Extant; Library of Congress
- North of 36 (1924); Extant; Library of Congress
- Contraband (1925); perduda
- The Thundering Herd (1925); perduda
- Welcome Home (1925); Extant; Library of Congress
- Marry Me (1925); uncredited; perduda
- Rugged Water (1925); perduda
- The Vanishing American (1925); Extant; Library of Congress
- The King on Main Street (1925); Extant
- Irish Luck (1925)Extant
- Bluebeard's Seven Wives (1925); perduda
- Let's Get Married (1926); Extant; Library of Congress
- The Show-Off (1926); Extant; Library of Congress
- El gran Gatsby (The Great Gatsby) (1926); perduda
- New York (1927); perduda
- Broadway Nights (1927); perduda
- The Gingham Girl (1927)
- Alias the Lone Wolf (1927); Extant; UCLA Film & TV, per IMDb
- French Dressing (1927); perduda
- Coney Island (1928)
- Miss Information (1928); *curt
- Ransom (1928); perduda
- Sally's Shoulders (1928)

Cinema sonor
- On Trial (1928); perduda
- Conquest (1928); perduda
- Object: Alimony (1928 Columbia) perduda
- A Bird in the Hand (1929); *curt; Incomplete; reel#2
- Kid Gloves (1929); perduda; IMDb
- The Gamblers (1929); perduda
- Her Husband's Women (1929); *curt
- The Show of Shows (1929)Extant
- Wedding Rings (1929); perduda
- For Love or Money (1930) (*curt;Extant UCLA unpreserved nitrate)
- The Furies (1930) perduda
- Lovin' the Ladies (1930)Extant; Library of Congress
- Temptation (1930)Extant; Library of Congress
- Once a Gentleman (1930) perduda
- Seed (1931)
- The Age for Love (1931) perduda
- Law and Order (1932)Extant
- The Expert (1932)Extant; Library of Congress
- The Rider of Death Valley (1932)Extant
- Drifting Souls (1932)Extant
- Divorce in the Family (1932)Extant
- The Crash (1932)Extant
- The Devil Is Driving (1932)Extant
- The Secrets of Wu Sin (1932)Extant
- Obey the Law (1933)Extant; Library of Congress
- Laughing at Life (1933)
- Deluge (1933)Extant
- In the Money (1933)
- Female (1933)Extant
- The Show-Off (1934)Extant
- No Greater Glory (1934)
- School for Girls (1934)
- There's Always Tomorrow (1934)
- Ticket to a Crime (1934)
- Bright Eyes (1934)
- Life Returns (1935)
- Public Opinion (1935)
- Born to Gamble (1935)
- Society Fever (1935)
- Cappy Ricks Returns (1935)
- Your Uncle Dudley (1935)
- The Return of Jimmy Valentine (1936)
- Wedding Present (1936)
- Laughing at Trouble (1936)
- Bad Little Angel (1939)
- Nobody's Children (1940)
- For Beauty's Sake (1941)
- The Girl from Jones Beach (1949)